# Cenote Angelita
Koordinaten: 20° 8′ 15″ N, 87° 34′ 40″ W

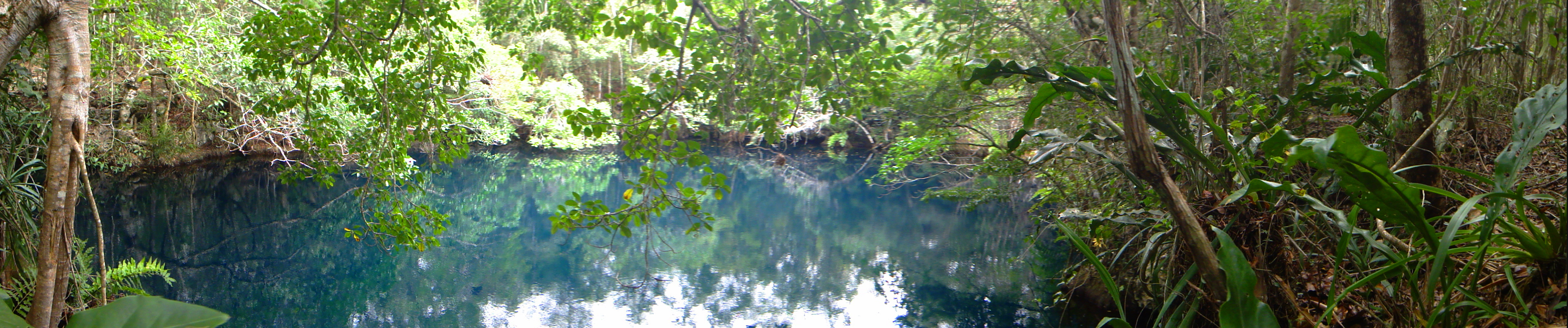
Die Cenote Angelita

Die Cenote Angelita (spanisch; ) ist ein dolinenartiges Kalksteinloch, das durch den Einsturz einer Höhlendecke entstanden und mit Süßwasser gefüllt ist.

## Beschreibung
Der Begriff stammt von den Maya der mexikanischen Halbinsel Yucatán und bedeutet Heilige Quelle (Mayathan ts’ono’ot). Im vorliegenden Fall ist das Mayathan gemischt mit dem Spanischen Wort „Angelita“ mit der Bedeutung „Engelchen“.
Die Cenote befindet sich in einem Dschungel abseits der Ruinen der Mayastadt Tulum in Mexiko.
Der Krater ist etwa 60 Meter tief und war einst ein heiliger Ort für die Maya.
Der Krater besitzt an unterschiedlichen Stellen unterschiedlich hohen Salzgehalt. Und, da das Wasser mit höherer Dichte absinkt, verläuft in den unterschiedlichen Wasserschichten in Bodennähe ein Unterwasserfluss.